# Индийская защита
Индийская защита — шахматный дебют, начинающийся ходами: 

1. d2-d4 Kg8-f6 

2. c2-c4 d7-d6. 

Относится к полузакрытым началам.
Во многих, особенно несоветских источниках, индийской защитой считались ходы 1. d2-d4 Kg8-f6, независимо от второго хода белых.
В этом дебюте чёрные либо не торопятся развивать чернопольного слона на g7, либо вообще готовят для него другое будущее после е7-е5 и Cf8-e7.
Основные варианты:
- 3. Kb1-c3 e7-e5
- 3. Kg1-f3 Cc8-f5 — вариант Яновского.
  - 3. …Cc8-g4
  - 3. …Kb8-d7 4. Kb1-c3 c7-c6 5. e2-e4 e7-e5 6. Cf1-e2 Cf8-e7 7. 0-0 — Главная линия.
    - 4. …е7-е5 5. g2-g3 Cf8-e7 6. Cf1-g2 0-0 7. 0-0

## Книги
- Капенгут А. З. Индийская защита. — Минск : Полымя, 1984. — 301 с : ил.